# Presidente Kennedy (Espírito Santo)
Presidente Kennedy is een gemeente in de Braziliaanse deelstaat Espírito Santo. De gemeente telt 10.903 inwoners (schatting 2009).
De gemeente grenst aan Mimoso do Sul, Atílio Vivácqua, Itapemirim, Marataízes en São Francisco de Itabapoana en aan de Atlantische Oceaan.